# Folksworth
Folksworth – wieś w Anglii, w hrabstwie Cambridgeshire, w dystrykcie Huntingdonshire. Leży 42 km na północny zachód od miasta Cambridge i 109 km na północ od Londynu.